# ۲۶ ژوئن
۲۶ ژوئن صد و هفتاد و هفتمین (در سال‌های کبیسه صد و هفتاد و هشتمین) روز سال در گاه‌شماری خورشیدی است. ۱۸۸ روز تا پایان سال باقی‌است.

## رویدادها
- ۱۹۳۶ – فوکه-وولف اف‌وه ۶۱ به عنوان نخستین بالگرد هدایت‌پذیر جهان نخستین پرواز خود را انجام داد.
- ۱۹۴۴ – جنگ جهانی دوم: نخستین درگیری یک جنگنده با موتور جت در تاریخ بین یک هواگرد مسرشمیت ام‌ئی ۲۶۲ لوفت‌وافه و یک هواگرد دی هاویلند موسکیتو نیروی هوایی بریتانیا
- ۱۹۴۵ – منشور سازمان ملل متحد تصویب شد.
- ۱۹۵۰ – دولت آپارتاید آفریقای جنوبی قانون سرکوب عقاید کمونیستی در این کشور را تصویب کرد.
- ۲۰۱۵ – حمله انتحاری به مسجد امام جعفر صادق در شهر کویت به کشته شدن ۲۷ تن انجامید.

## زادروزها
- ۱۸۲۱ – آدولف ژلینک، محقق و ربی اهل اتریش (د. ۱۸۹۳)
- ۱۹۵۶ – سیما سامی بحوث، دیپلمات اردنی. [۱]
- ۱۹۶۸ – پائولو مالدینی ، بازیکن فوتبال ایتالیا
- ۱۹۷۴ – اتسیا اویدانیچ، بازیگر اهل کرواسی
- ۱۹۸۷ – سمیر نصری، فوتبالیست فرانسوی

## درگذشت‌ها
- ۳۶۳ (میلادی) - ژولیان، امپراتور روم
- ۱۹۵۳ - سلما الملائکه، شاعر عراقی.[۲]
- ۲۰۱۵ – یوگنی پریماکوف، وزیر امور خارجه روسیه در دوره بوریس یلتسین

## مناسبت‌ها
- روز جهانی مبارزه با سو مصرف مواد مخدر و قاچاق آن
- روز جهانی حمایت از قربانیان شکنجه